# Cucurbitaria sorbi
Cucurbitaria sorbi är en svampart som beskrevs av P. Karst. 1873. Cucurbitaria sorbi ingår i släktet Cucurbitaria och familjen Cucurbitariaceae.   Inga underarter finns listade i Catalogue of Life.